# Iancaid, Banatul Central

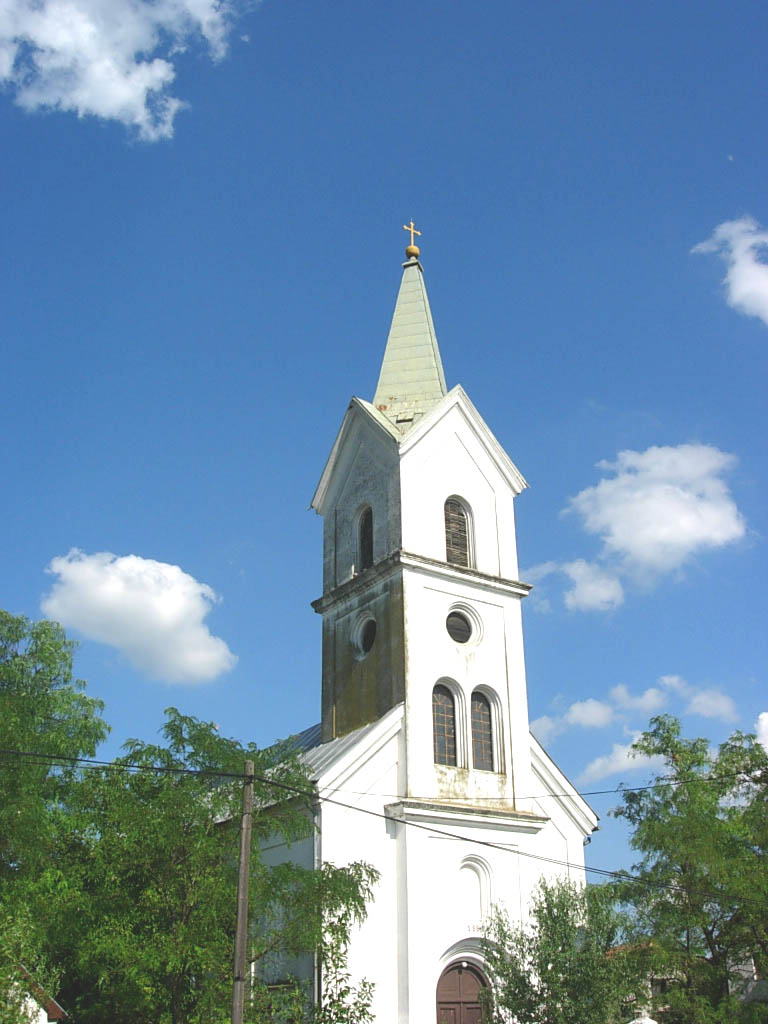
Biserica ortodoxă română

Iancaid (sârbă Jankov Most, maghiară Jankahíd, alte variante în română Iancăid, Iancahida, Iancov Most) este o localitate în Districtul Banatul Central, Voivodina, Serbia.

## Populația
Localitatea are o populație de 636 locuitori (2002), în majoritate de etnie română.

### Populația în 1881
În anul 1881 la Iancaid locuiau 1170 de persoane, din care 1055 români și 115 din alte etnii.

## Legături externe

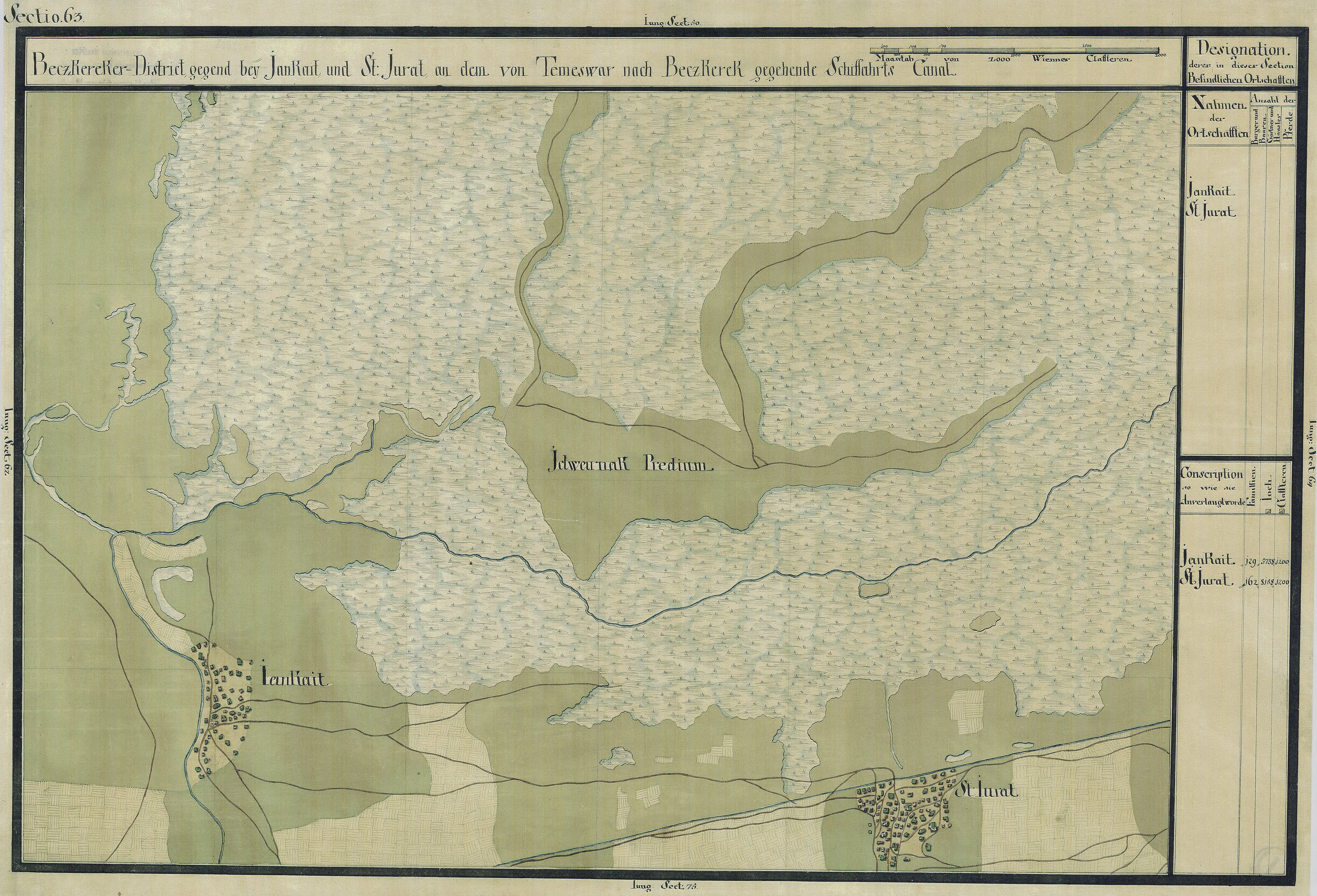
Iancaid în Harta Iosefină a Banatului, 1769-72